# 인도아리아인
인도아리아인은 인도이란어파 계통의 인도아리아어군을 사용하는 인도유럽인 집단의 총칭이다. 오늘날 약 10여억 명이 넘는 인도아리아인들은 주로 인도를 포함한 남아시아 지역에 거주하고 있으며, 그 중에서도 북인도 지역에 거의 대부분의 인도아리아인들이 살고 있다.

## 인도아리아인의 역사
인도아리아인의 원형은 중앙아시아 방면에서 안드로노보 문화와 남쪽에 자리하던 박트리아-마르기아나 문화를 향유하며 유목 생활을 하던 인도유럽인 민족인 인도이란인이다. 이들은 기원전 20세기부터 남쪽과 서쪽으로 이동하기 시작했는데 그 중 남쪽으로 이동한 분파가 펀자브 지방을 거쳐 북인도로 이주해 정착하면서 인도아리아인으로 발전한 것으로 추정하고 있다.

## 인도아리아제족

### 신화상
- 수리야밤사
- 찬드라밤사

### 역사상
- 리그베다 부족
  - 바라타족
  - 푸루족
  - 야다바족
  - 비데하족
  - 강가리다이족
  - 아누족
  - 리차비족
- 구르자르족
- 자트인[4][5][6]
- 캄보즈족
- 콜리인

### 현재
- 힌두스탄인
- 아삼인
- 벵골인
- 비하르인
  - 마이틸인
  - 마가드인
  - 보즈푸리인
- 빌족
- 체트리족
- 치타공족
- 도그라족
- 돔인
- 가르왈리인
- 구자라트인
- 라자스탄인
- 구르카족
- 힌드키족
- 힌드코완족
- 캄보즈족
- 카스인
- 카트리족[4][5]
- 콜리인
- 콘카니인
- 쿠마오니인
- 칼라쉬인
- 로참파족
- 로하나족
- 디베히인
- 마라타인
- 마르와리스족
- 메르스족
- 무하지르족
- 나가르족
- 나이족
- 오리야인
- 펀자브인
- 푸리족
- 람가리아족
- 로힝야인
- 사라이키인
- 싱할라인
- 신두인
- 롬인
- 누리스탄인

## 같이 보기
- 인도유럽어족
- 인도유럽인
- 인도아리아어군
- 원시 인도유럽인
- 이란인
- 다사
- 드라비다인

## 참고 서적
- Anthony, David W. (2007). 《The Horse The Wheel And Language. How Bronze-Age Riders From the Eurasian Steppes Shaped The Modern World》. Princeton University Press.
- Beckwith, Christopher I. (2009년 3월 16일). 《Empires of the Silk Road: A History of Central Eurasia from the Bronze Age to the Present》. Princeton University Press. ISBN 1400829941. 2016년 3월 5일에 원본 문서에서 보존된 문서. 2014년 12월 30일에 확인함.
- Bryant, Edwin (2001). 《The Quest for the Origins of Vedic Culture》. Oxford University Press. ISBN 0-19-513777-9.
- Loewe, Michael; Shaughnessy, Edward L. (1999). 《The Cambridge History of Ancient China: From the Origins of Civilization to 221 BC》. Cambridge University Press. 87–88쪽. ISBN 0-5214-7030-7. 2016년 3월 5일에 원본 문서에서 보존된 문서. 2013년 11월 1일에 확인함.
- Mallory, JP. 1998. "A European Perspective on Indo-Europeans in Asia". In The Bronze Age and Early Iron Age Peoples of Eastern and Central Asia. Ed. Mair. Washington DC: Institute for the Study of Man.
- Trubachov, Oleg N., 1999: Indoarica, Nauka, Moscow.
- Witzel, Michael (2005), 〈Indocentrism〉,   Bryant, Edwin; Patton, Laurie L., 《TheE Indo-Aryan Controversy. Evidence and inference in Indian history》 (PDF), Routledge